# Tegenpaus Ursinus
Ursinus of Ursinicus, de vierde tegenpaus van de Rooms-Katholieke Kerk, werd in 366 na de dood van paus Liberius gekozen door diens aanhangers. Aanhangers van tegenpaus Felix II, die enkele jaren daarvóór was overleden, kozen voor Damasus I, die later paus zou worden. Ursinus had onder Liberius gediend als diaken van de paus.
Dit schisma ontstond doordat in de 4de eeuw de hele kerkgemeente het recht had de bisschop aan te stellen. Dit gold ook voor die van Rome. Door dit systeem was het mogelijk dat, naarmate de kerk groeide, de verdeeldheid groter werd. Ook meenden de Romeinse keizers het recht te hebben hun goedkeuring aan een pausverkiezing te geven.
In 378 werd Damasus, mede door steun van St Hiëronymus en Rufinus tot enige ware paus uitgeroepen, waarmee de macht van Ursinus voorgoed afnam. Na de dood van Damasus slaagde hij er ook niet in zichzelf tot paus uit te roepen. Later werd nog door Ambrosius beweerd dat hij zich schaarde bij de arianen in Milaan, maar dit kan op een onderlinge vete berusten.
Paus Symmachus stelde tijdens zijn ambtstermijn dat alleen de hogere kerkheersers nog mochten stemmen over de verkiezing van een paus.
Cursief: tegenpaus